# Amtsgericht Brühl

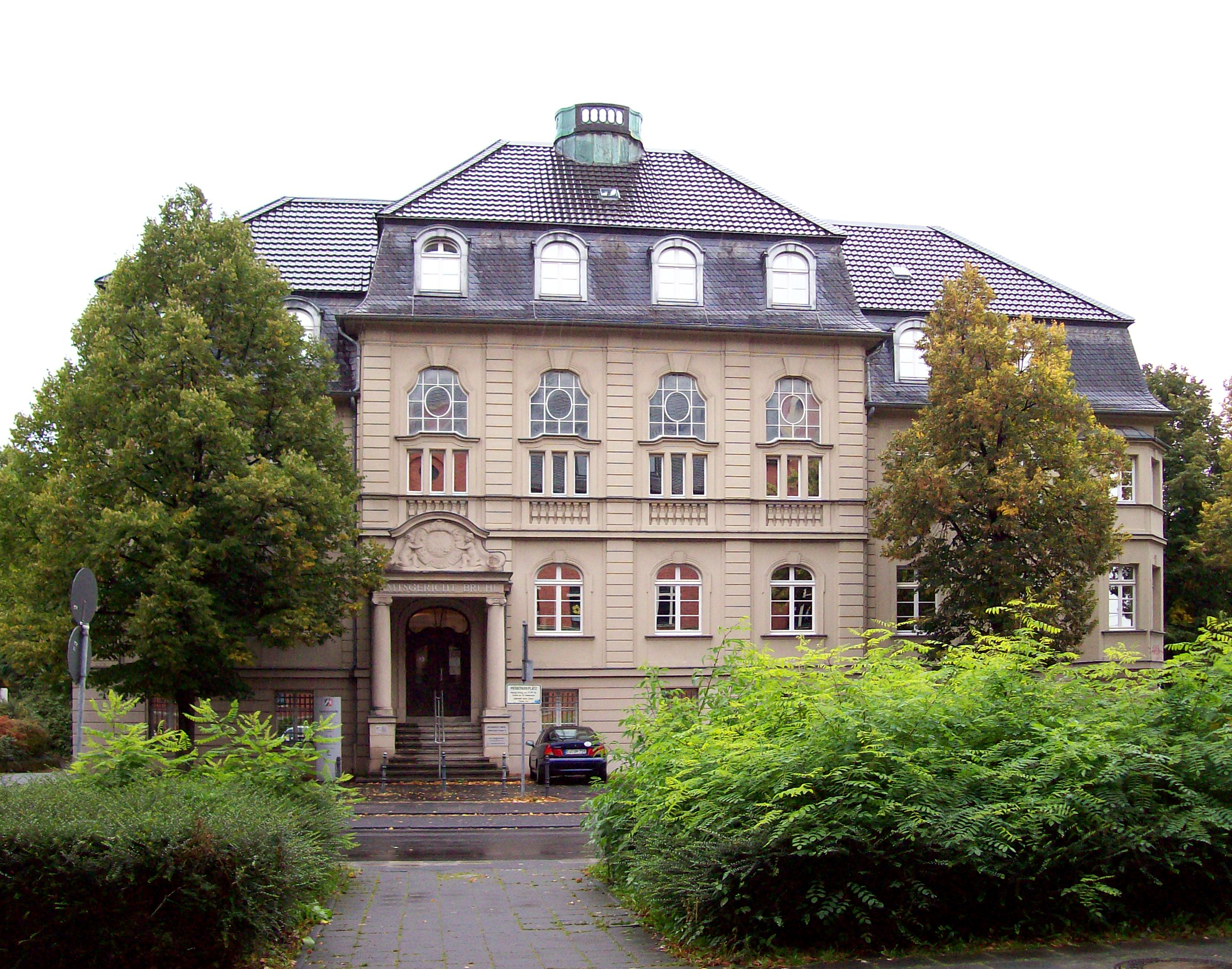
Amtsgericht Brühl, Gebäude Clemens-August-Straße 34

Brühl ist Sitz des Amtsgerichts Brühl, das für die Städte Brühl, Erftstadt, Hürth und Wesseling im östlichen Rhein-Erft-Kreis zuständig ist. In dem 231 km² großen Gerichtsbezirk leben rund 187.000 Menschen.

## Geschichte
Das Gericht wurde aufgrund eines preußischen Gesetzes vom 30. April 1913 zum 16. September 1916 errichtet und übernahm als Bezirk vom Amtsgericht Köln die Stadt Brühl, die Gemeinden Badorf, Berzdorf, Kierberg, Schwadorf und Vochem sowie die Ortschaft Meschenich der Gemeinde Rondorf.

## Übergeordnete Gerichte
Das dem Amtsgericht Brühl übergeordnete Landgericht ist das Landgericht Köln, das wiederum dem Oberlandesgericht Köln untersteht.